# أزرار (أزرار)
أزرار هي إحدى مشيخات المملكة المغربية، تتبع جغرافيا لإقليم تارودانت وإداريًا لأزرار. يقدر عدد سكانها بـ 3361 نسمة حسب الإحصاء الرسمي للسكان والسكنى لسنة 2004.